# ホフシュテッター諸島
ホフシュテッター諸島(ホフシュテッターしょとう、ロシア語: Острова Хохштеттера)は北極海の一部であるバレンツ海に位置するロシア連邦領ゼムリャフランツァヨシファにある諸島である。

## 歴史
1873年にオーストリア＝ハンガリー帝国の探検家、ユリウス・フォン・パイアーとカール・ウィトレヒト率いる探検船TEGETTHOFFにより発見される 。

1874年にユリウス・フォン・パイアーにより命名された。

## 地理
面積26km2。最高峰は181m。

### 島
- アルバトロス島
- スリェドニー・ホフシュテッター島
- ユージュニー・ホフシュテッター島